# Thien-Hau-Tempel

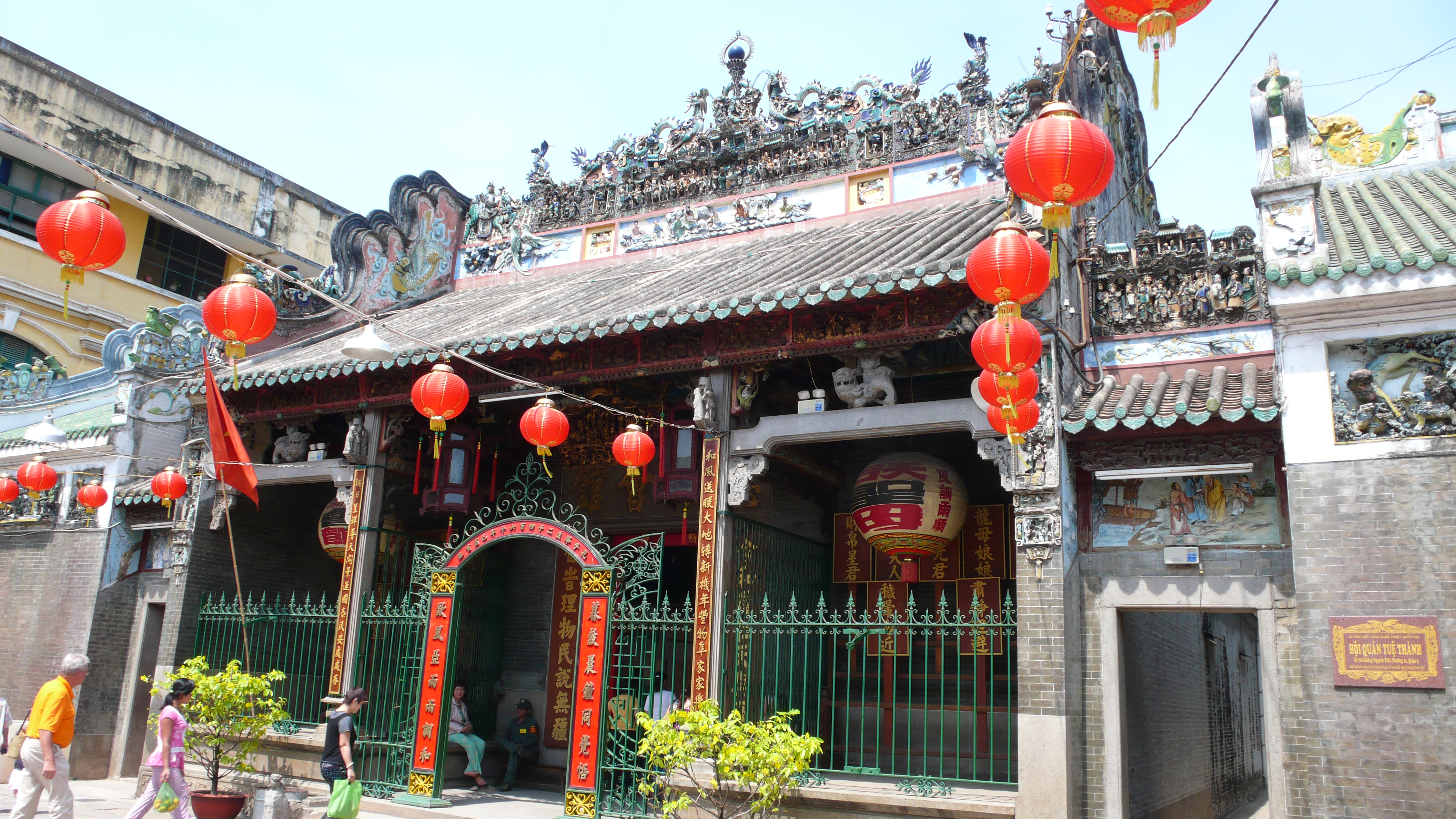
Blick auf den Tempel von der Nguyễn-Trãi-Straße

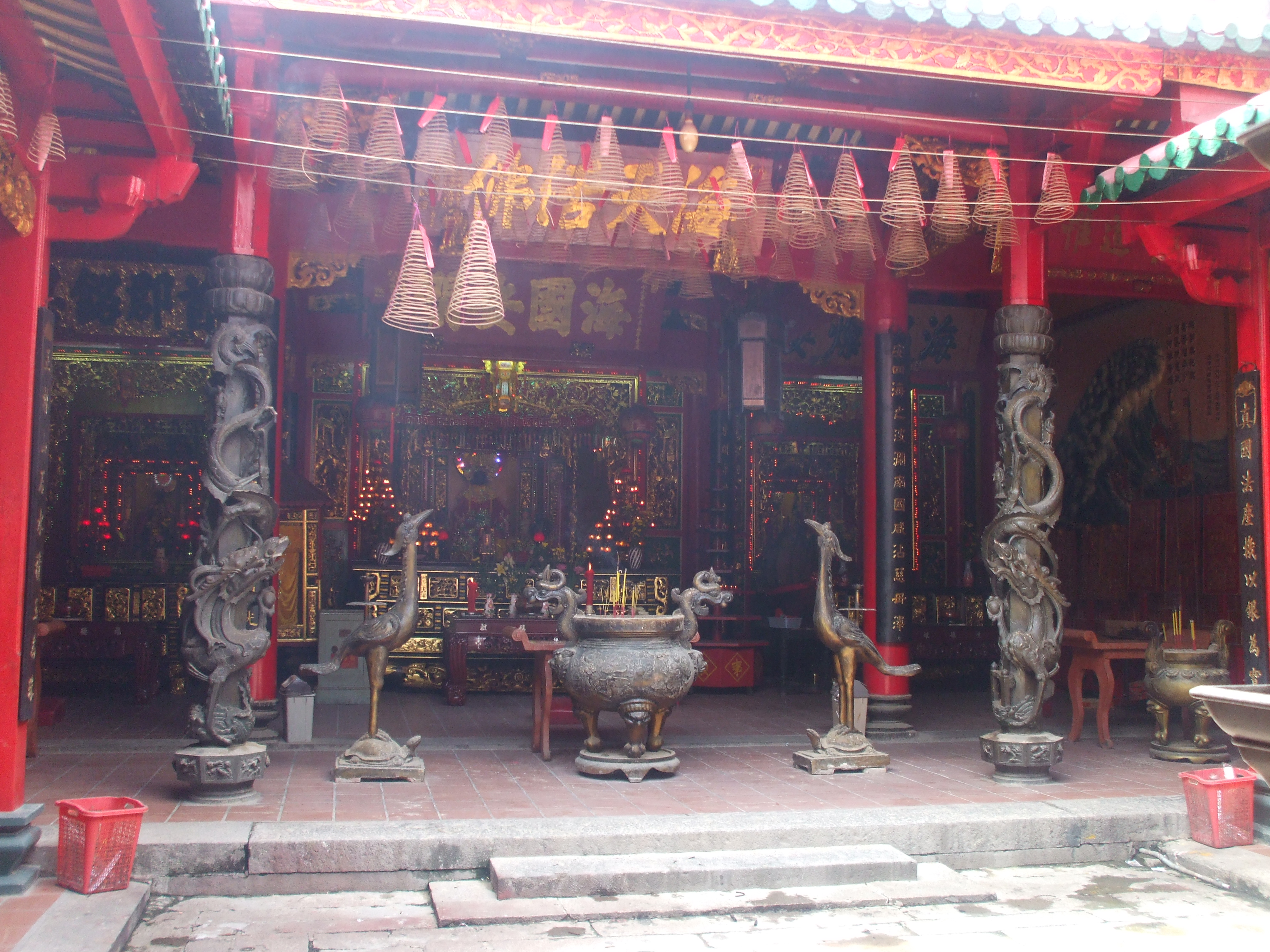
Blick vom Innenhof auf den Hauptaltar

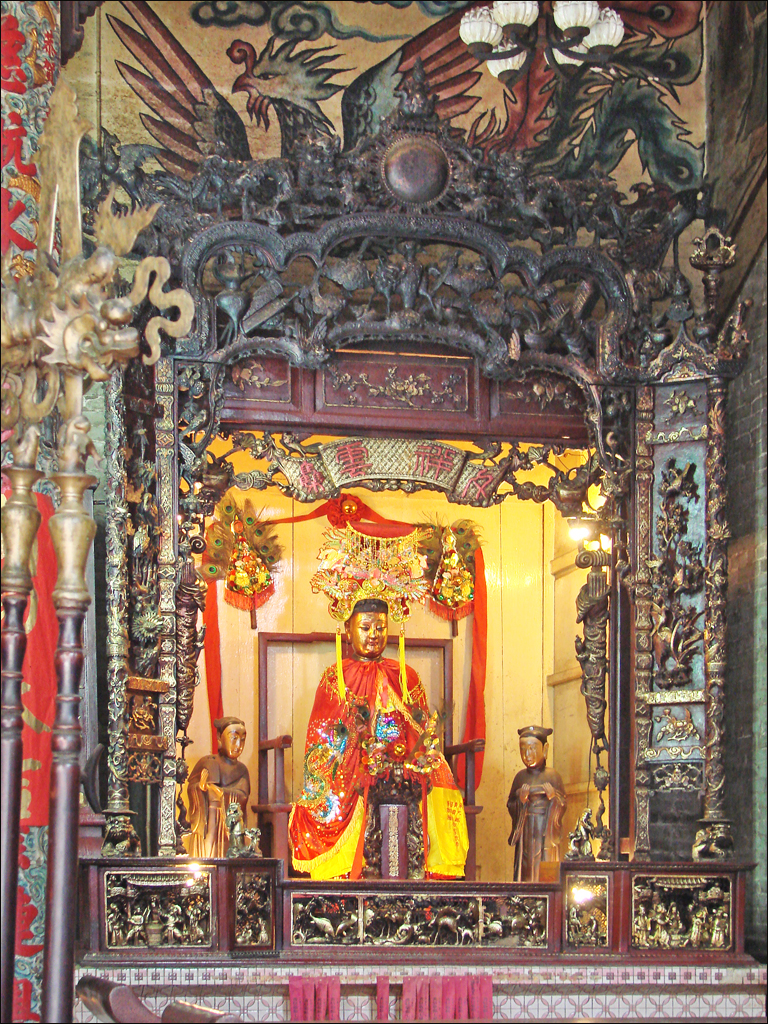
Statue von Mazu

Der Thien-Hau-Tempel (vietnamesisch Miếu Bà Thiên Hậu) oder Thien-Hau-Pagode (vietnamesisch Chùa Bà Thiên Hậu) ist ein Tempel im Viertel Chợ Lớn von Ho-Chi-Minh-Stadt im Süden Vietnams. Er wurde um 1760 von Chinesen erbaut, die aus dem südchinesischen Guangdong eingewandert waren. Wie auch die Quan-Am-Pagode ist der Thien-Hau-Tempel der chinesischen Göttin Mazu geweiht, die durch wundersame Kräfte während eines Taifuns ihre Familienmitglieder aus Seenot gerettet haben soll. Sie wird von Überseechinesen und chinesischen Bootsmännern – und somit von Mitgliedern der chinesischen Minderheit in Vietnam – sehr verehrt.
Der Tempel, der sich in der belebten Nguyễn-Trãi-Straße befindet, wurde in den Jahren 1800, 1842, 1882, 1890 und 1916 umgebaut und erweitert, möglicherweise fanden auch 1847 größere Umbauarbeiten statt. Er wird von der Straße mit einem massiven Eisenzaun abgegrenzt. In der Haupthalle, die an einen Innenhof grenzt, befinden sich drei Statuen der Göttin. Auf den Dächern des Tempels sind kleine Porzellanfiguren angeordnet. Wenn immer eine größere Spende an den Tempel gemacht wird, schlägt man die große bronzene Glocke aus dem Jahre 1830.
Jedes Jahr wird am 23. Tag des 3. Monats nach chinesischem Kalender die größte Figur Mazus aus dem Tempel entfernt und in einem großen Umzug durch das Stadtviertel Cholon paradiert.